# Chase (Kansas)
Chase és una població dels Estats Units a l'estat de Kansas. Segons el cens del 2000 tenia 490 habitants.

## Demografia
Segons el cens del 2000, Chase tenia 490 habitants, 195 habitatges, i 138 famílies. La densitat de població era de 652,4 habitants per km².
Dels 195 habitatges en un 30,8% hi vivien nens de menys de 18 anys, en un 59% hi vivien parelles casades, en un 7,2% dones solteres, i en un 29,2% no eren unitats familiars. En el 24,6% dels habitatges hi vivien persones soles l'11,3% de les quals corresponia a persones de 65 anys o més que vivien soles. El nombre mitjà de persones vivint en cada habitatge era de 2,51 i el nombre mitjà de persones que vivien en cada família era de 3,03.
Per edats la població es repartia de la següent manera: un 29% tenia menys de 18 anys, un 6,1% entre 18 i 24, un 24,7% entre 25 i 44, un 24,5% de 45 a 60 i un 15,7% 65 anys o més.
L'edat mediana era de 39 anys. Per cada 100 dones de 18 o més anys hi havia 87,1 homes.
La renda mediana per habitatge era de 32.361 $ i la renda mediana per família de 39.688 $. Els homes tenien una renda mediana de 28.000 $ mentre que les dones 20.139 $. La renda per capita de la població era de 13.972 $. Entorn del 8,2% de les famílies i el 10,7% de la població estaven per davall del llindar de pobresa.

## Poblacions més properes
El següent diagrama mostra les poblacions més properes.